# Marpesia petreus
Marpesia petreus är en dagfjäril med ett vingspann på 7-9,5 centimeter som på ovansidan är orange med svarta streck och på den bruna undersidan mest liknar ett torrt löv. 
Utbredningsområdet sträcker sig från Brasilien genom Centralamerika och Västindien. I USA är den vanlig i södra Florida men återfinns fläckvis även i stater längre norrut. Biotopen är tropiska skogar. Hanar patrullerar 4 till nio meter över marken efter honor.
Värdväxt för larverna är Ficus carica och Ficus citrifolia, som tillhör familjen mullbärsväxter. Nektarväxterna för vuxna fjärilar är blommor av växter i släktena Cordia, Casearia, Lantana och Mikania, i Florida främst växter ur sidenörtssläktet.